# 别济米扬内火山 (萨哈林州)
别济米扬内火山（俄語：Вулкан Безымянный）是得抚岛的火山，属萨哈林州库里尔斯克区，海拔800米，最后一次喷发的时间不详，山体由安山岩和玄武岩构成。